# Flatbrød

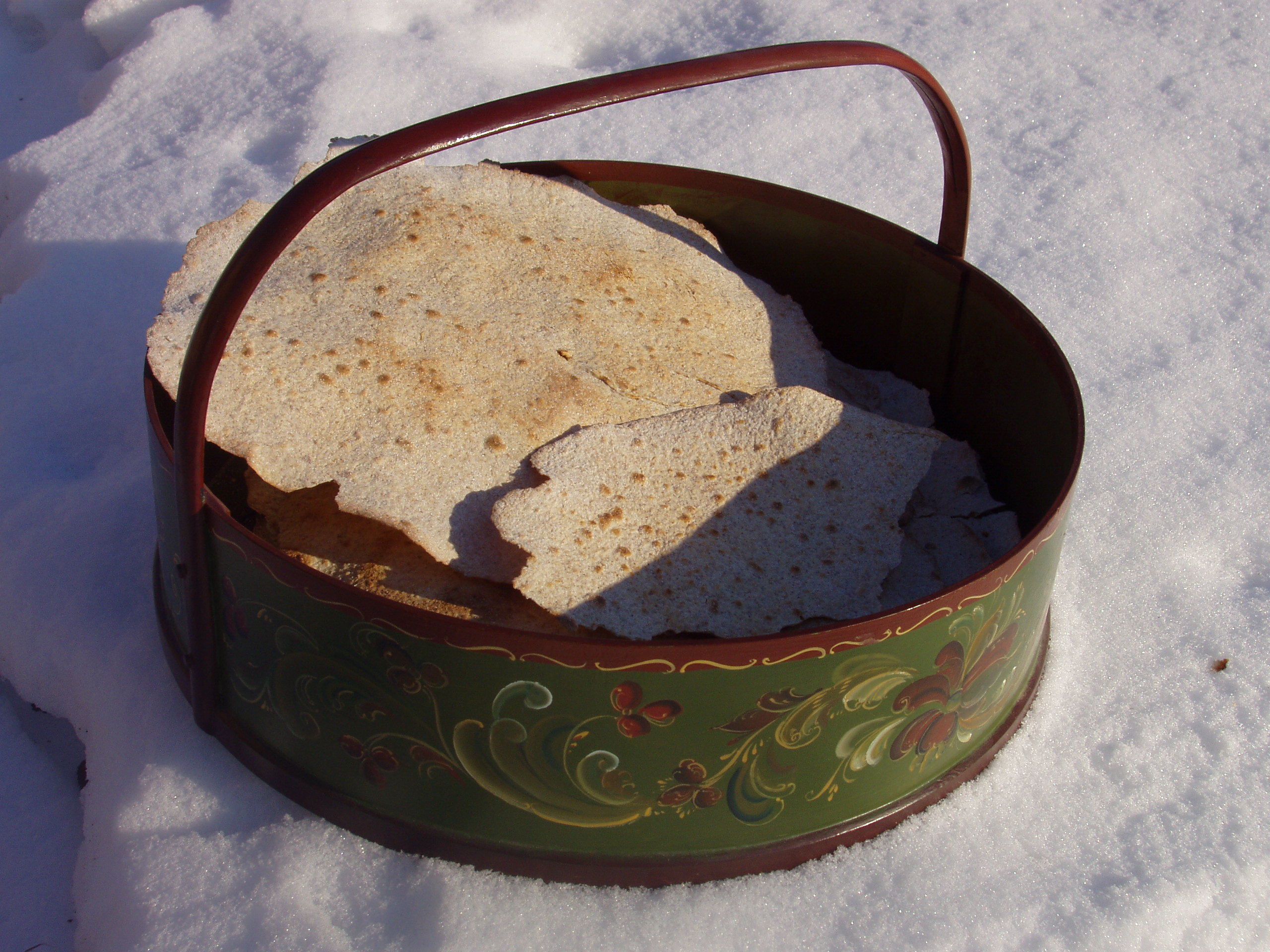
Flatbrød en un brødkorg..

El flatbrød (literalmente ‘pan plano’) es un pan sin levadura tradicional noruego que actualmente suele comerse con pescados, carnes saladas y sopas. Originalmente fue el alimento básico de los pastores y campesinos noruegos.
Sus ingredientes básicos son harina de centeno, sal y agua, aunque existen muchas variedades que incorporan otros ingredientes.